# Eddie Wisbar
Edward Joseph Wisbar, detto Eddie (Duquesne, 3 maggio 1916 – Duquesne, 9 aprile 1967), è stato un cestista statunitense, professionista nella NBL.

## Carriera
Giocò per una stagione nella NBL, disputando 13 partite con 5,8 punti di media.